# Francisco Xavier do Amaral
Francisco Xavier do Amaral (Turiscai, 3 de dezembro de 1939 - Díli, 6 de março de 2012) foi o fundador e presidente de seu país, de 1974 até 1977, sendo mais tarde substituída pela Frente Revolucionária de Timor-Leste Independente (Fretilin), em 11 de setembro de 1974.

## Biografia
O seu pai era Afonso Gregório Mesquita e a sua mãe Aurea Mendonça Rodrigues Pereira.
Apesar de ainda não estar na escola, Francisco Xavier do Amaral já demonstrava ser inteligente, porque era fácil de decorar a doutrina católica. A sua irmã mais velha esforçou-se para que ele frequentasse a escola. Francisco Xavier do Amaral alfabetizou-se em Ainaro, fez a primeira classe em Díli em 1949 e completou os estudos primários no Colégio Nuno Alvares Pereira, escola histórica para os lideres da resistência de Timor-Leste, em Soibada.
Xavier continuou os seus estudos secundários no Seminário Menor de Nossa Senhora de Fátima em Dare, concluindo o quinto ano em 1955. Xavier do Amaral foi um dos primeiros seminaristas de Timor enviados para estudar no Seminário Maior de S. José, em Macau. Xavier conclui os seus estudos em Filosofia e Teologia na Seminário Maior de S. José, de Macau.
Enquanto estudou em Macau, Francisco Xavier do Amaral foi diversas vezes atacado por alunos portugueses. Por causa das suas duras críticas, o bispo de Díli, D. Jaime Garcia Goulart, no regresso da sua visita Ad Limina ao Vaticano, veio a Macau para se encontrar com o Francisco Xavier do Amaral, porque este tinha discutido com José Silveira Machado por causa destas atitudes discriminatória. Convém recordar duas informações acerca de José Silveira Machado. Uma tinha sido a sua expulsão do Seminário Maior de S. José, em Macau, quando era novo devido a que "gostava de mulheres[, e] não podia ser padre". Em segundo lugar ele tinha sido o correspondente em Macau do Diário da Manhã, isto é, um jornalista que era membro da ala conservadora do regime português, o Estado Novo. O prelado de Díli ameaçou Francisco Xavier do Amaral dizendo que o que ele fez foi grave para a Igreja Católica, uma vez que Portugal tinha uma concordata com o Vaticano. Como seminarista ele deve obedecer apenas aos portugueses.
Entretanto, o prelado de Díli, D. Jaime Garcia Goulart escreveu uma carta para o bispo de Macau, D. Paulo José Tavares para pedir que os seminaristas timorenses sejam ordenados no Timor Português, para atraírem mais pessoas com a sua vocação. No fim de junho de 1963 regressaram ao Timor português. Francisco Maria Fernandes e outros colegas foram ordenados no mês de agosto do mesmo ano, enquanto o Francisco Xavier do Amaral teria de fazer novamente o estágio entre 1963 e 1964 para poder dar aulas no Seminário Menor de Nossa Senhora de Fátima.
O ano de 1965 está destinado para que o Francisco Xavier do Amaral seja ordenado padre. Todavia, numa tarde, o prelado de Díli, D. Jaime Garcia Goulart chamou-o para lhe dizer que ele poderia ficar como leigo, mas não como um padre.
Durante a sua estadia na casa, Francisco ensinou no Colégio Salesiano Bispo de Medeiros em Lahane e por sua iniciativa abriu a escola particular em Santa Cruz para o primeiro ciclo, porque o Liceu Dr. Francisco Machado não podia receber mais alunos. A escola para o primeiro ciclo durava 3 anos, até que ele encontrou emprego na Alfândega no ano de 1968.
Entretanto, foi nomeado funcionário público da Repartição Provincial dos Serviços das Alfândega de Díli, entre 1968 e 1974.
Apesar de trabalhar na Alfândega de Díli, o governador do Timor Português, brigadeiro José Nogueira Valente Pires, nomeou-o para ensinar Literatura portuguesa e Latim no Liceu Dr. Francisco Machado até o ano de 1970. Desses dois empregos, ele conseguiu comprar uma casa em Lecidere.
Durante a década de 1960, o prelado de Díli, D. Jaime Garcia Goulart apela ao presidente do Conselho, António de Oliveira Salazar, para para abrir o Clube A União para exercer atividades desportivas e culturais, como o Benfica e o Sporting. Enquanto nos jogos de futebol havia muita interacção agradável entre timorenses e portugueses, já nas atividades como a dança, havia muita discriminação.
Os protestos começaram no Clube A União porque os portugueses não queriam dançar com as jovens raparigas timorenses, embora a lei é igual para todos, mas a sua implementação não é, e os timorenses são encarados como segunda classe. Apesar das atividades da Polícia Internacional e Defesa do Estado (PIDE) vai-se tornar mais forte. O nacionalismo contra o colonialismo eram manifestações frequentes vindo de estudantes que acabavam os seus estudos em Soibada e Dare. Francisco Xavier do Amaral, timorense com elevada educação começa um movimento anticolonial juntamente com o José Ramos-Horta, Nicolau dos Reis Lobato e Mari Alkatiri. Eles começaram o seu envolvimento anticolonial clandestinamente e a escrever e a distribuir os comunicados.
As atividades clandestinas contra o colonialismo português expandem-nas através de artigos publicados por Francisco Xavier do Amaral, José Ramos Horta e Mari Alkatiri que são publicados no jornal A Voz de Timor e o Seara. Francisco do Xavier do Amaral começa a criticar a política colonial nas áreas da educação, habitação, cristianismo e marxismo. Em 10 de fevereiro de 1973, Francisco Xavier do Amaral escreve Será verdade? no jornal da Diocese de Díli, Seara, com o pseudónimo Ramon Paz, em que fala sobre uma lista do colonialismo português, tal como a pobreza, fome, analfabetismo e as razões porquê eles existem. Um mês depois de o artigo ter sido publicado, a PIDE interveio e fechou o jornal.
A revolução dos cravos que ocorre em Portugal em 25 de abril de 1974 abre o processo de descolonização nas coloniais e abrem o caminho para os timorenses iniciarem o seu percurso político. Assim, personalidades como o César Moutinho para a União Democrática Timorense (UDT), José Ramos Horta e Mari Alkatiri pela Associação Social Democrática Timorense (ASDT) e a José Osório pela Associação Popular Democrática Timorense (APODETI), pedem a Francisco Xavier do Amaral para ser o presidente do partido.
Francisco Xavier do Amaral depois de ter considerado a UDT, foi-se alistar e assinou a declaração da ASDT e tornou-se presidente desta mesma formação política no dia 20 de maio de 1974. Entretanto, começa-se a transformar a ASDT em Fretilin (Frente Revolucionária de Timor-Leste Independente) e os cinco estudantes que chegaram a Díli de Portugal, contribuíram para o enraizamento dos princípios da Fretilin através de programas concretos de libertação nacional. Este programa não separa o estágio da luta de libertação da Pátria e do Povo, mas antes estabelece a libertação do Povo e da Pátria em tempo igual.
Francisco Xavier do Amaral estava frequentemente envolvido em discussões com os estudantes que regressaram de Portugal, como o António Carvarino (Mau Lear), Abílio Araújo, Hamis Bassarewan (Hatta) e o Vicente Reis (Sahe) sobre questões ideológicas. Ele próprio não era contra a ideia do socialismo, simplesmente era contra apenas o seu método de aplicação.
A UDT iniciou o movimento armado contra a Fretilin, no dia 11 de agosto de 1975. Como tal começou a matar os militantes da Fretilin, como os ativistas da Organização Popular da Juventude de Timor (OPJT). A Fretilin ultrapassa a insurreição armada no fim de de agosto de 1975 e controla, novamente, Timor-Leste. Entretanto, a UDT tenta fugir para a fronteira e a invasão da Indonésia inicia-se na fronteira em outubro de 1975.
Entretanto, a Austrália recebeu uma "lista negra" de timorenses que deveriam desaparecer antes da invasão da Indonésia. Assim, a notícia é dada por Harry Tjan, que é um membro fundador do Centro para Estratégia e Estudos Internacionais (Center for Strategic and International Studies), de Jacarta, que deu o documento a Alan Taylor, que era na altura o conselheiro na Embaixada da Austrália em Jacarta, e o deu ao embaixador australiano, Richard Woolcott. De acordo com esta "lista negra", o primeiro a ser eliminado era o Francisco Xavier do Amaral e mais dezoito líderes timorenses.
Fundador da autoproclamada República Democrática de Timor-Leste, a 28 de novembro de 1975. No dia seguinte vai ao Palácio de Lahane e dá posse aos ministros timorenses.
No dia 7 de dezembro de 1975 da-se a invasão e anexação de Timor-Leste. Após isso, refugiou-se nas montanhas como os demais timorenses.
A resistência contra a invasão foi espontânea. Mas como não havia uma estratégia nacional, foi na reunião do Comité Central da Fretilin, realizado em Soibada, entre o 15 de maio e dia 2 de junho de 1976, que finalmente se adopta a estratégia de luta do povo. Francisco Xavier do Amaral não participou totalmente na reunião. Ele iniciou a reunião magna, mas depois foi-se embora, devido à força e a população do interior.
De acordo com uma entrevista de Francisco Xavier do Amaral, em Tuba Rai Metin, diz que devido à sua ausência na reunião do Comité Central da Fretilin isso fez com que os estudantes vindo de Portugal estivessem mais livres para expressar e difundir as suas ideias. A sua ausência no Comité Central da Fretilin, em Soibada, e mais tarde em Laline em 1977, deteora a sua relação com este órgão do partido, iniciando um clima de desconfiança entre as duas partes.
A estratégia militar de guerra usada pela Indonésia para dividir a resistência, fez Franscisco Xavier do Amaral mudar a sua posição relacionada com a ardiloso que foi adotada em Soibada, em que se definiu que o povo deveria render-se e voltar as vilas deixando apenas os militares nas montanhas e o povo fazia a luta nas diferentes sucos, vilas e cidades. A ideia de Francisco Xavier do Amaral encontrou forte reação e oposição por parte do Comité Central da Fretilin, designadamente Alarico Fernandes, que era ministro de Informação Interna e Segurança, pois ele considerava que o povo deveria-se render e voltar as vilas, era o mesmo que Francisco Xavier do Amaral querer matá-los. Alarico Fernandes respondeu a Francisco Xavier do Amaral, dizendo que se o povo não está com ele na luta, o inimigo dirá que todos são como uns "cães raivosos", isto é, desorganizados, perdidos e selvagens. Alarico Fernandes também acusa Xavier do Amaral de ter encontrado 30 armas e um grupo de dissidentes para fazer guerrilha relativamente à Fretilin. De acordo com as testemunhas na audiência pública do CAVR Xavier do Amaral disse que os membros do Comité Central da Fretilin, eles próprios, tinham diferentes ideais relacionadas com a estratégia adotada na conferência de Soibada.
Francisco Xavier do Amaral foi capturado em Tutuluro-Manufahi enquanto ele fazia a formação política. Foi julgado e mantido num buraco subterrâneo em Aikurus, Alieu. Durante o julgamento e a tortura que Alarico Fernandes fez sobre o Francisco Xavier do Amaral, ele nunca respondeu sobre as acusações que tinham sido feitos sobre a sua pessoa. Frequentemente, ele era mencionado como traidor, mas Francisco Xavier do Amaral mantinha a sua forte convicção sobre a estratégia que o povo deveria regressar aos sukos, vila e cidades, enquanto - "O futuro dirá a verdade, quem tem razão e que a não têm", por outras palavras, que será o futuro a dizer quem tem razão e não a têm.
Depois de os militares indonésios o terem capturado em Díli em 1978, Francisco Xavier do Amaral mantiveram-no no Dading Kabuadi como preso domicilário durante 22 anos, ele transformou-se num jardineiro. Durante esse tempo ele recebia por semana 1000 rupias para comprar cigarros.
No regresso a Timor-Leste, apesar de reabilitado pela Fretilin, optou por fundar o seu próprio partido, a ASDT, Associação Social Democrática Timorense, que conquistou três lugares no Parlamento Nacional.
Em abril de 2002, Amaral concorreu contra Xanana Gusmão nas primeiras eleições presidenciais timorenses, sendo pesadamente derrotado. Afirmou que era candidato não para vencer mas para demonstrar a vitalidade da democracia timorense. Amaral concorreu de novo para presidente na eleição presidencial de abril de 2007, tendo ficado em quarto lugar, com 14,39% dos votos.
Faleceu em 6 de março de 2012 aos 74 anos em Díli, vítima de cancro, no Hospital Nacional Guido Valadares. O corpo de Francisco Xavier do Amaral ficou, dia 6, na residência sito no Bairro do Farol, dia 7 foi para o Parlamento Nacional e daí para o Salão Nobre do Palácio do Presidente da República Nicolau dos Reis Lobato. O funeral realizou-se, quinta-feira, dia 8 de março, na Catedral de Díli seguindo em cortejo para o Jardim dos Heróis, em Metinaro, cerca de 30 quilómetros a leste da capital, Díli.

## Monumento
Em 20 de maio de 2017 foi inaugurado, em homenagem à grande figura nacional, o Monumento a Francisco Xavier do Amaral, arquiteturalmente feito numa grande estátua na rotunda nas imediações do Centro de Convenções de Díli.